# 托雷莫查德尔坎波
托雷莫查德尔坎波，是西班牙卡斯蒂利亚-拉曼恰瓜达拉哈拉省的一个市镇。总面积141平方公里，总人口277人（2001年），人口密度2人/平方公里。